# Afromastax camerunensis
Afromastax camerunensis är en insektsart som beskrevs av Marius Descamps 1977. Afromastax camerunensis ingår i släktet Afromastax och familjen Thericleidae. Inga underarter finns listade i Catalogue of Life.